# 판적봉환
판적봉환(일본어: 版籍奉還 한세키호칸[*])은 1869년 7월 25일 일본의 메이지 시대 초기에 행해진 조치로, 다이묘들이 일본 천황에게 자신들의 '영지(領地)'와 '영민(領民)', 즉 '판적'을 반환하였던 일이다.

## 개요
에도 막부의 소멸과 함께 메이지 신정부는 기존의 막번 체제를 고쳐 새로운 지방제도를 수립하려 하였다. 이에 따라 1868년 4월, 다이묘들의 영지를 번이라는 공식 명칭으로 부르게 되었고, 다이묘를 지사에 임명하여 그 통치를 계속 위임하였다. 그리고 막부 직할령은 신정부의 통제하에 들어가 부와 현으로 재편됨으로써, 부번현 삼부제가 확립되었다. 10월에는 번 정치를 중앙에서 통제하고 가신들의 정치 참여를 막았다. 이듬해인 1869년 1월, 메이지 유신에 공이 컸던 사쓰마번, 조슈번, 도사번, 히젠 번이 다이묘들이 가진 번에 대한 권리를 천황에 귀속한다는 판적봉환의 건의서를 제출하였고, 같은해 5월 공의소에서 자문과 논의가 이루어진 뒤 시행에 옮겨지게 되었다.
신정부는 권력기반이 아직은 취약한 까닭에 각 번에 대한 강제력도 갖지 못했고, 법적인 근거도 그리 탄탄하지 않았다. 게다가 오랜 시간 동안 주군과 가신의 주종관계, 세습으로 이어져 온 번의 권력을 다이묘들이 쉽게 내놓지 않을 것이라는 점에서 저항이 충분히 예상되었다. 따라서 신정부 측은 공의소에서의 논의를 통해 번주 측의 동의와 양해를 구했고, 보신 전쟁에서의 공훈에 대한 은상 내역을 정함으로써 번주와 번의 가신들의 반발을 무마하고자 하였다. 또한 당시의 많은 번들이 만성적 재정난을 겪고 있던 터라 번의 유지에 희망을 갖고 있지 않았고, 막부가 몰락하면서 그 역할을 천황이 대신한다는 사고가 자리잡았기 때문에 판적봉환의 절차는 큰 저항 없이 비교적 순조롭게 이루어졌다. 결국 판적봉환을 발판 삼아 폐번치현이 이루어졌고, 부현제가 확립될 수 있었다.

## 같이 보기
- 일본의 번
- 메이지 유신
- 폐번치현